# Charaxes varanes
Espèce
Charaxes varanes est une espèce de lépidoptères (papillons) de la famille des Nymphalidae et de la sous-famille des Charaxinae.

## Biologie

### Plantes hôtes
Les chenilles se nourrissent de Allophylus sp..

## Écologie et distribution
Il est présent en Afrique

### Biotope
Il réside dans la forêt.

## Systématique
L'espèce  Charaxes varanes a été décrite par le naturaliste néerlandais Pieter Cramer en 1764, sous le nom initial dePapilio varanes. Elle a été  reclassée dans le genre Charaxes par Rothschild et Jordan en 1900.

### Synonymie
- Papilio varanes Cramer, 1764 - protonyme
- Hadrodontis varanes [3]

### Nom vernaculaire
Charaxes varanes  se nomme Pearl Charaxes en anglais.

## Taxinomie
Il existe pour cette espèce 4 sous-espèces :
- Charaxes varanes varanes (Rothschild, 1900)[5]

Synonymie pour cette sous-espèce
Charaxes varanes austrinus (Rothschild, 1900)
Philognoma varanes (Wallengren, 1857)
Palla varanes (Kirby, 1871)
Les larves de cette sous-espèce se nourrissent sur : Allophylus natalensis, Allophylus melanocarpus, Cardiospermum sp., Rhus
- Charaxes varanes bertrami (Riley, 1931)[8]
- Charaxes varanes vologeses (Mabille, 1876) [9]
- Charaxes varanes torbeni (Turlin, 1999) [10]